# Olive Jean Dunn
Olive Jean Dunn (ur. 1 września 1915, zm. 12 stycznia 2008) – amerykańska matematyczka i statystyczka, profesor biostatystyki Uniwersytetu Kalifornijskiego w Los Angeles (UCLA). Jest oryginalną autorką poprawki Bonferroniego; zaproponowała także część metod konstrukcji przedziałów ufności.

## Życiorys

### Wczesne życie i wykształcenie
Studiowała matematykę na UCLA (B.A. 1936, M.A. 1951), broniąc doktorat pod kierunkiem Paula G. Hoela (Ph.D. 1956).

### Praca i dalsze życie
Po studiach podjęła pracę na Iowa State College (obecnie Uniwersytet Stanu Iowa). W 1959 powróciła na UCLA, uzyskując pełną profesurę w dziedzinie biostatystyki, i pozostając na uczelni do emerytury.
Wykorzystując nierówności Bonferroniego (i Boole’a) opracowała poprawkę Bonferroniego, pozwalającą skorygować poziom istotności przy wykonywaniu wielu równoczesnych porównań. Była współautorką kilku podręczników statystyki.
Uhonorowano ją m.in. tytułem Fellow Amerykańskiego Towarzystwa Statystycznego i American Association for the Advancement of Science.